# 柳在用
柳 在用（ユ・ジェヨン、朝鮮語: 유재용、1936年6月6日 - ）は韓国の小説家。朝鮮戦争で疾病を患い、絶望感の中で数十年を文学修業に費やした。文壇に登場後は精力的に作品を発表し続け、李箱文学賞や現代文学賞などの賞も受賞している。

## 略歴
1936年6月6日、江原道金化郡昌道に生まれる。父は柳道烈、母は崔亦喜。父の柳道烈は金融組合に勤務し、退職後は醸造場を経営して財産を築いた。母の崔亦喜は数学教師として結婚するまでの10余年、ソウルと金浦の学校に勤務した。1945年、柳が9歳のとき、解放を迎える。しかし、国土の分断により、柳の故郷は共産軍の支配地域となり、1947年、に家財を捨てて南に移ることになった。その1年前に越南していた兄が教鞭をとっていた関係で、柳は昌栄国民学校4学年に編入し、5学年課程を終えて、転勤する兄についてソウルに引っ越した。1950年、ソウル大学校師範大学附属中学校に入学する。この年、朝鮮戦争が起こり、共産軍がソウルを占領すると、柳一家は京畿道龍仁郡遠三面の母方の実家に避難した。人手不足で柳も農業を手伝うことになり、そのときの過労で関節炎を起こす。関節炎はその後も長く柳を苦しめた。1951年、兄が戦死する。1953年になると戦況も落ち着き、再びソウルに戻り、均明高等学校（現：ファンイル高等学校）に編入する。しかし、卒業を控えた1955年に休学する。同じ年、徴兵検査で徴兵免除の判定を受ける。柳は疾病の治療のため10余年間引きこもり、その間に文学の修業をする。
1965年、『朝鮮日報：新春文芸』に童話「키다리 풍선」が当選し、公募部新人芸術賞の児童文学部門賞も受賞した。ここから柳の作家活動が始まる。一生治らないと言われていた疾病も回復し始め、柳は心身共に活力を得た。しかし、童話作品を発表する紙面がないことに失望し、小説を書くことに転向、1968年に「상지대」が公募部新人芸術賞文学部門特賞を受けた。その後、小説家として活動を続けている。

## 年譜
- 1936年6月6日、江原道金化郡昌道に生まれる。
- 1947年、越南。
- 1950年、ソウル大学校師範大学附属中学校に入学。
- 1951年、兄が朝鮮戦争で戦死。
- 1953年、ソウルの均明高等学校（現：ファンイル高等学校）に編入。
- 1955年、均明高等学校を休学。
- 1965年、『朝鮮日報：新春文芸』に童話「키다리 풍선」が当選する。
- 1968年、「상지대」が公募部新人芸術賞文学部門特賞を受賞。
- 1973年、裵明子と結婚する。
- 1974年、長女、正鉉が生まれる。
- 1975年、長男、国鉉が生まれる。
- 1980年、現代文学賞を受賞。
- 1980年、李箱文学賞を受賞。
- 1985年、趙演鉉文学賞を受賞。
- 1987年、東仁文学賞を受賞。

## 作品一覧
- 1969年、「商地帶」
- 1969年、「同居期」
- 1970年、「歡喜」
- 1971年、「嗅覺의 問題」
- 1972年、「꼬리달린 사람」等
- 1973年、「他人의 生涯」
- 1976年、「가발」
- 1977年、「파수꾼」「下人」
- 1978年、「풍경화 속의 자전거길」
- 1979年、「流轉」「짐꾼이야기」等
- 1980年、「내 우상 쓰러지다」「記憶 속의 집」等
- 1982年、「그림자」等
- 1985年、「午後의 길목」「聖河」等
- 1986年、「伐草」「사슬」「별」等
- 1987年、「어제 울린 총소리」
- 1988年、「花神祭」
- 1989年、「황야와 악력들」

## 日本語で読める作品
- 八重樫愛子訳「昨日響いた銃声」『韓国の現代文学 3』柏書房、1992年